# Disney's Friends for Change
Disney Friends For Change: Project Green és una iniciativa del canal televisiu Disney Channel per combatre el canvi climàtic del 2009. Al lloc web de Disney hom es podia comprometre a fer unes quantes accions solidàries i crear un jardí. Una de les seves finalitats era donar 1 milió d'euros a una empresa de protecció del medi ambient que els usuaris podien votar i triar.

## Personatges de Disney que hi col·laboraren
| Personatge            | Sèrie/Pel·lícula |
| --------------------- | --- |
| Nicole Anderson       | JONAS L.A. |
| Moises Arias          | Hannah Montana i Dadnapped |
| Allisyn Ashley Arm    | Sunny, entre estrellas |
| Jake T. Austin        | Wizards of Waverly Place, Wizards of Waverly Place: The Movie i Johnny Kapahala: Back on Board                                         |
| Doug Brochu           | Sonny With a Chance |
| Miley Cyrus           | Hannah Montana i Hannah Montana: The Movie                                                                                             |
| Hutch Dano            | Zeke & Luther i Den Brother |
| Jason Dolley          | Hatching Pete, Minutemen, Good Luck Charlie i Cory in the House                                                                        |
| Jason Earles          | Hannah Montana i Dadnapped |
| Matthew "Mdot" Finley | Camp Rock 2: The Final Jam |
| Selena Gomez          | Wizards of Waverly Place, Wizards of Waverly Place: The Movie, i Princess Protection Program, another Cinderella story, Hannah Montana |
| David Henrie          | Wizards of Waverly Place, Wizards of Waverly Place: The Movie, JONAS L.A. i Dadnapped                                                  |
| Adam Hicks            | Zeke & Luther |
| Joe Jonas             | JONAS L.A., Camp Rock i Camp Rock 2: The Final Jam                                                                                     |
| Kevin Jonas           | JONAS L.A., Camp Rock i Camp Rock 2: The Final Jam                                                                                     |
| Nick Jonas            | JONAS L.A., Camp Rock i Camp Rock 2: The Final Jam                                                                                     |
| Sterling Knight       | Sunny, entre estrellas i StarStruck |
| Daniel Curtis Lee     | Zeke & Luther |
| Demi Lovato           | Sunny, entre estrellas, Camp Rock, Camp Rock 2: The Final Jam i Princess Protection Program                                            |
| Caitlyn Taylor Love   | I'm in the Band |
| Bridgit Mendler       | Good Luck Charlie i Wizards of Waverly Place                                                                                           |
| Logan Miller          | I'm in the Band |
| Mitchel Musso         | Hannah Montana, Hatching Pete', Phineas and Ferb i Pair of Kings                                                                       |
| Emily Osment          | Hannah Montana i Dadnapped |
| Debby Ryan            | The Suite Life on Deck i 16 Wishes |
| Doc Shaw              | The Suite Life on Deck i Pair of Kings                                                                                                 |
| Brandon Mychal Smith  | Sunny, entre estrellas i StarStruck |
| Brenda Song           | The Suite Life on Deck, The Suite Life of Zack & Cody, Wendy Wu: Homecoming Warrior i Stuck in the Suburbs                             |
| Cole Sprouse          | The Suite Life on Deck i The Suite Life of Zack & Cody                                                                                 |
| Dylan Sprouse         | The Suite Life on Deck i The Suite Life of Zack & Cody                                                                                 |
| Chelsea Staub         | JONAS L.A., Minutemen i StarStruck |
| Jennifer Stone        | Wizards of Waverly Place i Harriet the Spy: Blog Wars                                                                                  |
| Tiffany Thornton      | Sunny, entre estrellas i Hatching Pete                                                                                                 |

## Cançons promocionals

### Send It On
Va ser la primera cançó del projecte. La van cantar Miley Cyrus, Selena Gomez, Demi Lovato i els Jonas Brothers. Va vendre unes 172819 pistes. Els beneficis van anar a la caritat.

### Make a Wave
És la segona cançó del projecte. La van interpretar Joe Jonas i Demi Lovato. Va esdevenir la banda sonora de la pel·lícula Oceans, que es va estrenar el 22 d'abril, el dia de la Terra, i tots els diners que es van aconseguir es van destinar a organitzacions medioambientals a través del programa Disney Worldwide Conservation.

## Donacions
| Distribucions dels diners guanyats del Project Green | Distribucions dels diners guanyats del Project Green | Distribucions dels diners guanyats del Project Green                                            | Distribucions dels diners guanyats del Project Green |
| Diners                                               | Organització                                         | Descripció del projecte                                                                         |                                                      |
| ---------------------------------------------------- | ---------------------------------------------------- | ----------------------------------------------------------------------------------------------- | ---------------------------------------------------- |
| $100,000                                             | Wildlife Conservation Society                        | Per protegir la vida salvatge de l'Àrtida davant el canvi climàtic.                             |                                                      |
| $50,000                                              | San Bernardino National Forest Association           | Organització que fa plantar arbres als nens de tots els Estats Units.                           |                                                      |
| $50,000                                              | BirdLife International i Haribon Foundation          | Per protegir els boscos tropicals amenaçats de les Filipines.                                   |                                                      |
| $25,000                                              | CHF International                                    | Per disminuir la contaminació i la desforestació mitjançant les estufes de baix consum a Ruana. |                                                      |
| $25,000                                              | ECOLIFE Foundation International                     | Per ajudar a acabar amb la desforestació al bosc de Oyamel a Mèxic.                             |                                                      |
| $10,000                                              | Arbor Day Foundation                                 | Per replantar arbres al boscos de l'estat de Florida danyats pels incendis forestals.           |                                                      |

## Presentació del projecte
Un programa de mitja hora anomenat Lights, Camera, Take Action! Backstage with Disney's Friends for Change presentat per Tiffany Thornton va ser emès per Disney Channel el 2009 per presentar el projecte. Va ser emès després de l'estrena de la pel·lícula Wizards of Waverly Place: The Movie.